# Enrique Piñeyro Queralt
Enrique Piñeyro Queralt, Marqués de la Mesa de Asta, (Barcelona; 1883-1960) was een Spaans aristocraat en president van Futbol Club Barcelona. 
Piñeyro Queralt diende tijdens de Spaanse Burgeroorlog als officier aan de zijde van Francisco Franco en hij gold als naaste vriend van generaal José Moscardó Ituarte. Na de Spaanse Burgeroorlog werd Piñeyro Queralt door het regime van Franco aangesteld als president van FC Barcelona. De club had na de executie van Josep Sunyol in 1936 zonder president gezeten en werd in die periode bestuurd door een bestuurscommissie. Piñeyro Queralt had geen band met FC Barcelona en voetbal in het algemeen, maar desondanks begreep hij al snel wat de club betekende voor de Catalaanse bevolking en hij zette zich vervolgens in voor de belangen van de club. In 1942 won FC Barcelona de Copa del Generalísimo, de eerste prijs onder het bewind van Piñeyro Queralt. In de competitie ging het echter dramatisch en FC Barcelona kon degradatie uit de Primera División ternauwernood voorkomen. Als gevolg hiervan besloot Piñeyro Queralt op te stappen als president. Vanuit de Spaanse overheid werd dit echter niet geaccepteerd en Piñeyro Queralt bleef daardoor aan als clubpresident. In augustus 1943 nam hij definitief ontslag nadat FC Barcelona na bedreigingen van de staatsveiligheidsdienst met 11-1 had verloren van aartsrivaal Real Madrid.  